# Feloderm
Feloderm čili zelená kůra je rostlinné pletivo, které bývá zeleně zbarvené, protože všechny (parenchymatické) buňky felodermu mají chloroplasty, kromě kořenových částí felodermu. Jedná se o součást druhotného krycího pletiva (peridermis) a je tvořený činností felogénu, druhotného dělivého pletiva. Feloderm se nachází na vnitřní straně kůry (peridermu).